# Бађо (Пистоја)
Бађо је насеље у Италији у округу Пистоја, региону Тоскана.
Према процени из 2011. у насељу је живело 148 становника. Насеље се налази на надморској висини од 523 м.